# Xã Ridgeway, Michigan
Xã Ridgeway (tiếng Anh: Ridgeway Township) là một xã thuộc quận Lenawee, tiểu bang Michigan, Hoa Kỳ. Năm 2010, dân số của xã này là 1.542 người.